# هورهاوزن (راین-لان)
هورهاوزن (به آلمانی: Horhausen) یک شهر در آلمان است که در Verbandsgemeinde Diez واقع شده‌است.